# Estádio Tancredo Nunes
O Estádio Tancredo Nunes, conhecido por Tancredão, é um estádio de futebol da cidade de Tianguá, no estado do Ceará, pertence à prefeitura municipal e tem capacidade para 2.000 pessoas. localizado no oeste da cidade.